# Цитоархитектоническое поле Бродмана 12
Поле 12 Бродмана является одной из определенных Корбініаном Бродманом цитоархітектонічних участков коры головного мозга. Сначала (1909) оно было описано как часть поля Бродмана 11, но в следующих публикациях (1910), было выделено в самостоятельную участок — поле 12.

## Расположение
Оно занимает площадь между верхней ростральною бороздой и нижней ростральною бороздой. Цитоархітектонічно она ограничена дорсально полем Бродмана 10 (человека) и полем Бродмана 32 (человека); каудально, вентрально и рострально — полем Бродмана 11 (человека).

## Особенности поля у человекообразных
Особенности поля 12 в обезьян (Бродман-1905): вполне отчетливый внутренний зернистый слой (IV), который отделяет стройные пирамидальные клетки внешнего пирамидального слоя (III) и внутренний пирамидальный слой (в), мультиформний слой (VI) является расширенной, содержится на широко разбросанные веретенообразных клеток и постепенно сливается с основным белым веществом коры головного мозга; все клетки, в том числе пирамидные клетки наружного и внутреннего пирамидных слоев необычно маленькие; внутренний пирамидальный слой (V) также содержит веретенообразные клетки в группах от двух до пяти расположены близко к границе с внутренним зернистым слоем (IV).

## Связи с підкірковими структурами
Поле 12 косвенно связано с бледным шаром, а также с черным веществом, судя по еферентів в стриатуме . Глутамин-ергические входные импульсы превращаются здесь в ГАМК-ергические, что позволяет лобным долям демонстрировать контроль над базальными ганглиями.

## Изображения

Анимация.
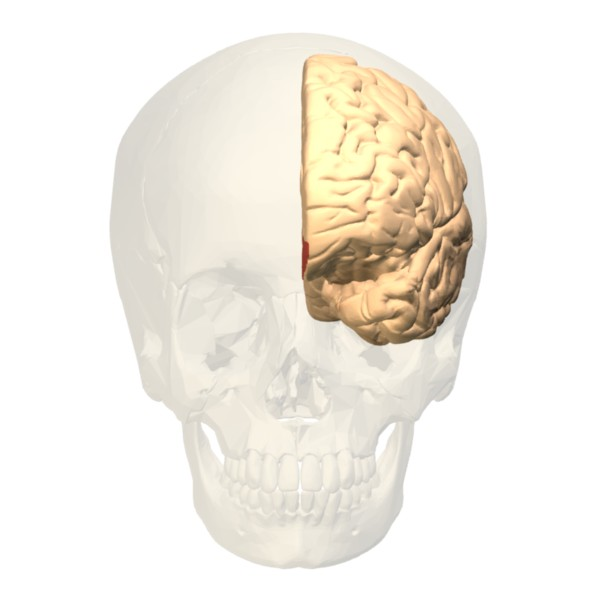
Вид спереди.
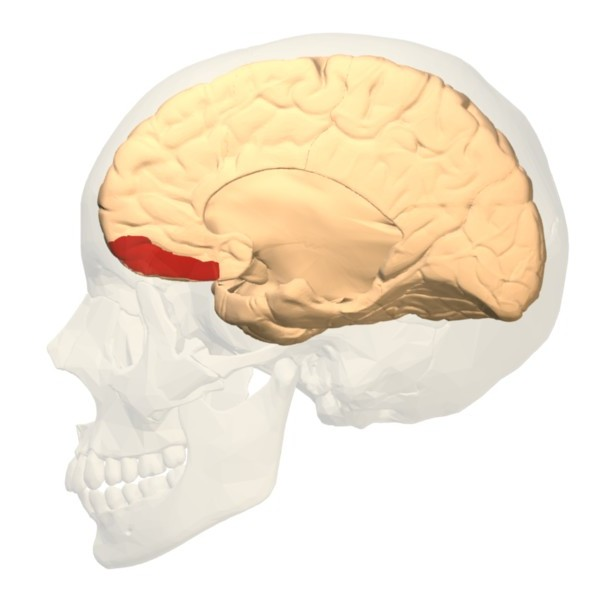
Медиальная поверхность.

## Ссылка
```
Поле 12 1) человека и 2) обезьяны на braininfo
```

1. ↑  http://braininfo.rprc.washington.edu/CentralDirectory.aspx?
2. ↑  BrainInfo. Дата обращения: 7 марта 2017. Архивировано 24 февраля 2017 года.